# Marco Misciagna

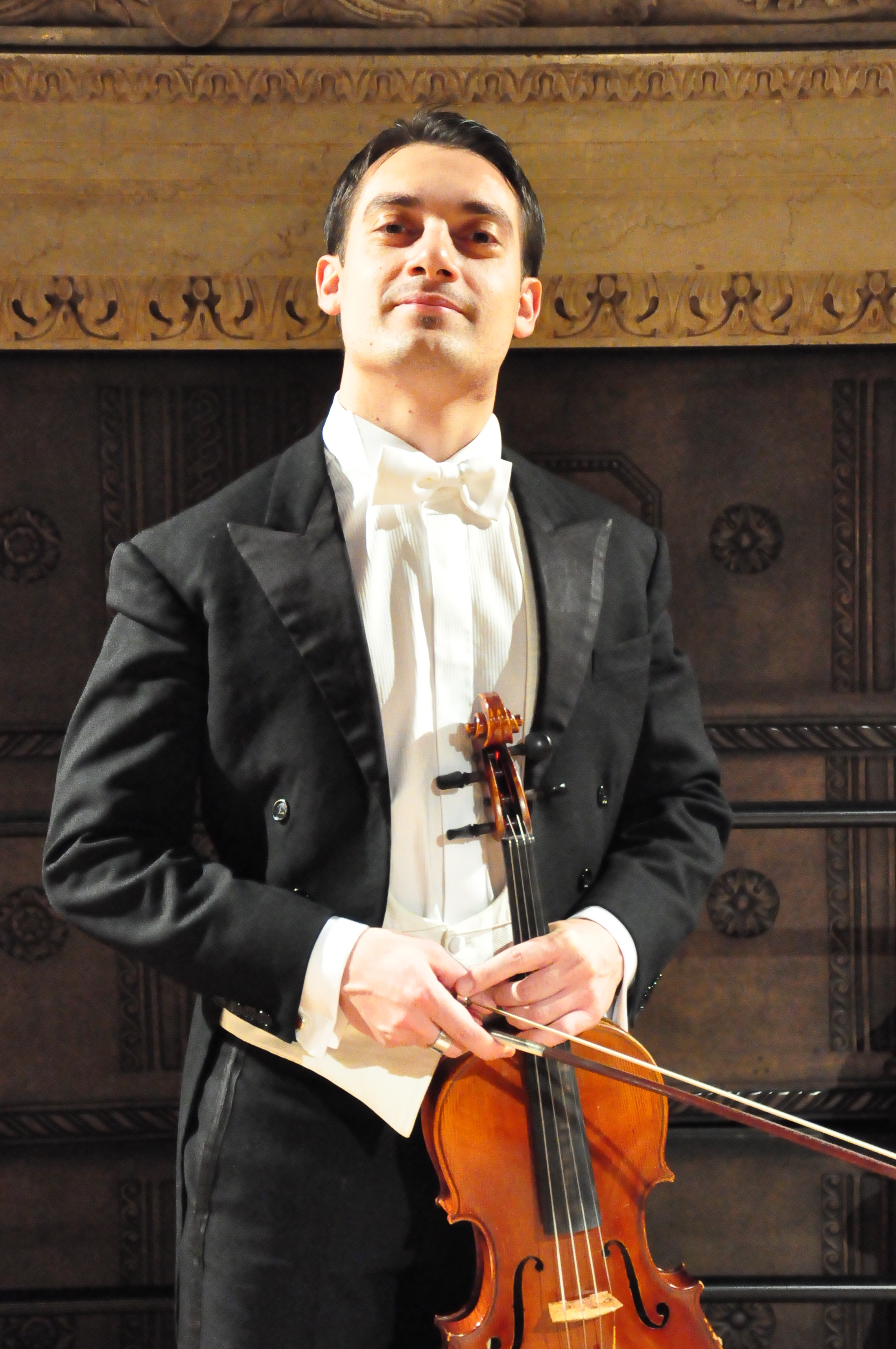
Marco Misciagna (2011)

Marco Misciagna (* 5. Februar 1984 in Bari, Italien) ist ein italienischer Geiger und Bratschist.

## Leben
Im Alter von 15 Jahren schloss Misciagna sein Studium der Violine und Bratsche am Konservatorium N. Piccinni in Bari ab und erwarb später das Diplom an der Accademia Nazionale di Santa Cecilia in Rom. Er wurde vom ehemaligen Präsidenten der Italienische Republik Carlo Azeglio Ciampi als bester Student des Konservatoriums in den Quirinalspalast in Rom eingeladen. Er studierte bei Corrado Romano und bei Đorđe Trkulja (ehemalige erste Geige des Zagreb Quartett). Anschließend studierte er bei Salvatore Accardo an der Accademia Stauffer in Cremona, bei Boris Belkin und bei Jury Bashmet an der Accademia Musicale Chigiana in Siena, wo er zwei Ehrendiplome erhielt und zweimal den Preis Monte dei Paschi di Siena gewann, als bester Geiger und Bester Bratschist der Schule (zum ersten Mal in der Geschichte der Akademie).
Im Jahr 1999 gewann er den ersten Preis für junge talentierte Musiker „M. Benvenuti“ von Vittorio Veneto.
Misciagna ist Solist des Spanischen Streichorchesters von Màlaga und war Gast in den großen Sälen und internationalen Institutionen, darunter der Berliner Philharmonie, Essener Philharmonie, Hamburg Laeiszhalle, Mannheimer Rosengarten, Meistersingerhalle Nürnberg, Prinzregententheater in München, Arriaga-Theater in Bilbao, Musikverein in Wien, Victoria Eugenia Theater in San Sebastian, Komitas Chamber Music House, Opernhaus in Kiew, Dar Sebastian in Tunisia, Sala Sinopoli Auditorium Parco della Musica in Rome, Balboa Theater in San Diego in California, Fox Tucson Theatre, St. Francis Auditorium of Santa Fe in New Mexico, C.W. Eisemann Center, Rudder Theater, Empire Theater in Texas, American Theater in Hampton in Virginia, Lehman Center und Carnegie Hall in New York.

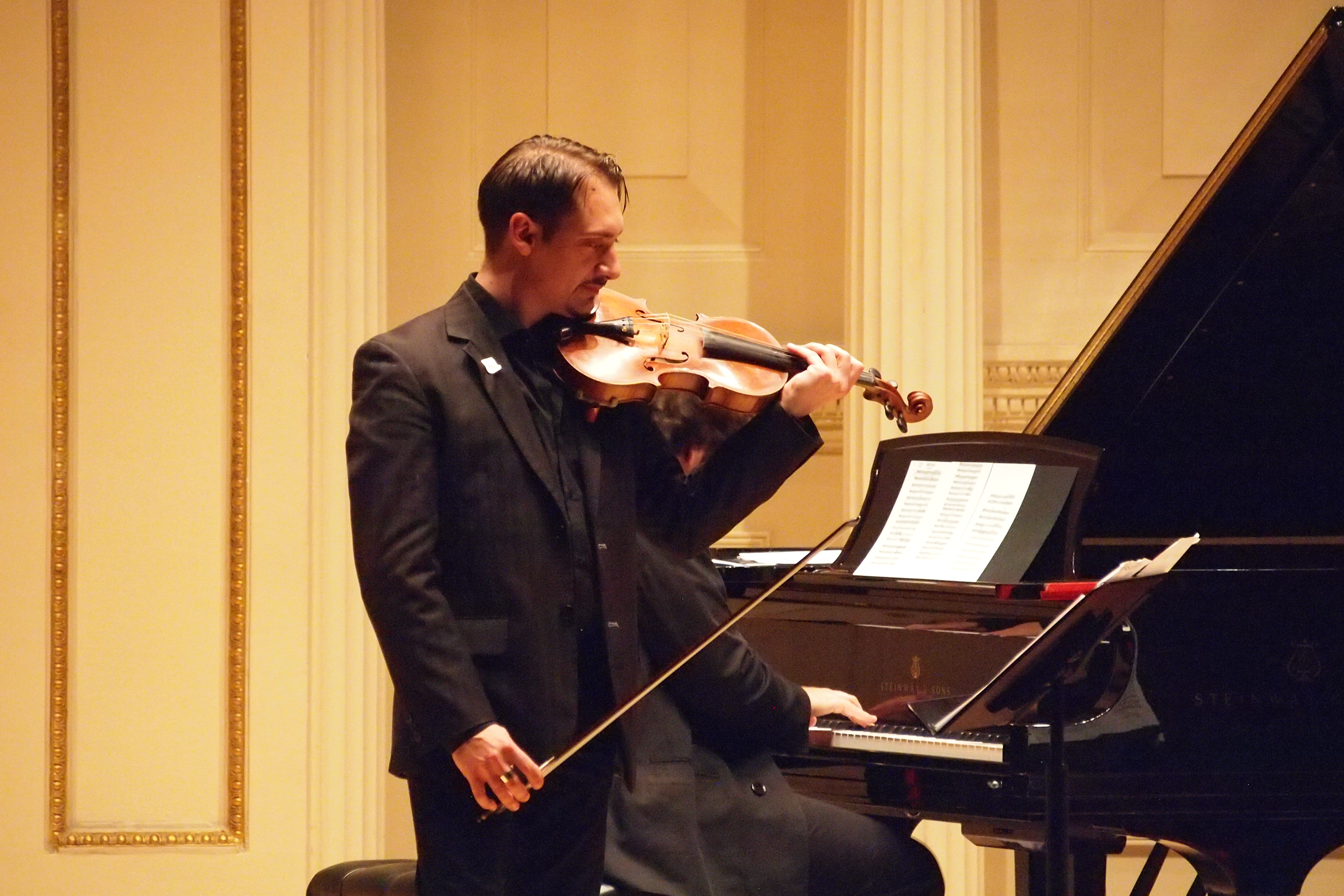
Marco Misciagna in der Carnegie Hall in New York, 2015

Er hat mit Uto Ughi, Alexander Rudin, Sergey Stadler, Alexander Markov, Mariana Sirbu, Gianluigi Gelmetti, Ramin Bahrami, Antony Pay, Franco Petracchi, José Serebrier, und Vladimir Zubitsky zusammengearbeitet.
Er ist Honorarprofessor des Staatlichen S. Rachmaninow-Konservatoriums in Tambow, die Fernöstliche Staatliche Kunstakademie von Wladiwostok (Russland), das Institut Supérieur de Musique de Sousse (Universität Sousse, Tunesien), das Estaban Salas Konservatorium von Santiago de Cuba, die Pettman National Junior Academy of Music (Auckland, Neuseeland), das Staatliches Konservatorium Jerewan (Armenien).
Er ist Ehrensolist des Staatlichen Kammerorchesters Archangelsk, die Camerata Esteban Salas und das Orchestra Sinfonica de Oriente (Kuba).
Im Jahr 2018 erhielt er vom stellvertretenden Ministerpräsidenten der Ukraine die Goldmedaille zur Erinnerung an den 150. Jahrestag der Opernhaus in Kiew.

## Diskografie
Misciagna produzierte eine von der Dynamic produzierte und vom Lions Club gesponserte CD, deren Erlös für wohltätige Zwecke gespendet wurde, um ein multifunktionales Zentrum für Kinder zu errichten.
Sein CD-Album mit den 41 Capricen für Viola op. 22 von Bartolomeo Campagnoli, arrangiert für Viola und Klavier von Carl Albert Tottmann, produziert von Brilliant Classics, wurde mit zwei Goldmedaillen bei den Global Music Awards ausgezeichnet.
Er nahm an der Radiosendung Vite in Musica (13 Folgen) teil, die auf RaiPlay Sound ausgestrahlt wurde und dem italienischen Komponisten Marco Anzoletti gewidmet war. Misciagnas Beteiligung an der Sendung trug dazu bei, Anzolettis Werken erneut Aufmerksamkeit zu verschaffen und den Zuhörern Einblicke in den Beitrag des Komponisten zur italienischen Musik zu geben.
- Christmas In Classic - Marco Misciagna, Vito Vilardi - Label: Terramiamusic - 2010[18]
- Carulli, Giuliani, Paganini - Marco Misciagna, Vito Vilardi - Label: Digressione Music - DCTT113 - 2018[19]
- Sette, Vittorio Pasquale - Marco Misciagna - Label: Digressione Music[20]
- The Curve Of A Day - Marco Misciagna[21]
- Beautiful Melodies for Viola and Piano - Marco Misciagna, Bratsche - Label: IMD - IMD100 - 2021[22]
- Chamber and Piano Solo Works, Vol. 3 - Marco Misciagna[23]
- The Greatest Movie Soundtracks for Viola and Piano - Marco Misciagna, Bratsche - Label: IMD - IMD200 - 2022[24]
- Maurice Vieux Complete Music for Unaccompanied Viola (World Premiere Recording) - Marco Misciagna, Bratsche - Label: Digressione Music - DCTT129 - 2022[25]
- Bartolomeo Campagnoli: 41 Caprices for Viola, Op. 22, arranged for Viola and Piano by Carl Albert Tottmann - Marco Misciagna, Bratsche - Label: Brilliant Classics - 96551 - 2022[26]
- Federigo Fiorillo: 36 Caprices Op.3 for Violin, Transcribed for Viola by Marco Misciagna - Marco Misciagna, Bratsche - Label: Brilliant Classics - 97018 - 2023[27]
- Albrecht Blumenstengel: 24 Etudes Op.33 for Violin, Transcribed for Viola by Marco Misciagna - Marco Misciagna, Bratsche - MM01, 2023[28]
- Richard Hofmann: 15 Etüden, Op.87 für Bratsche - Marco Misciagna, Bratsche - MM02, 2024[29]
- Francesco Paolo Supriani: 12 Toccatas for Cello, Transcribed for Viola by Marco Misciagna - Marco Misciagna, Bratsche - MM03, 2024[30]
- Bohemian Rhapsody, Arranged for Viola Solo by Marco Misciagna (Live)- MM04, 2024[31]
- Tico-Tico no Fubá, Arranged for Viola Solo by Marco Misciagna (Live) - MM05, 2024[32]
- Samba for Viola Solo (Live), music by Marco Misciagna - MM06, 2024[33]
- Émile Poilleux: 20 Études chantantes et caractéristiques for Violin, Transcribed for Viola by Marco Misciagna - Marco Misciagna, Bratsche - MM07, 2024[34]
- Heinrich Ignaz Franz Biber: Passacaglia for Solo Viola, Arranged by Marco Misciagna (Live) - MM08, 2024[35]
- Johann Sebastian Bach: Sonata No.1, BWV 1001, Transcribed for Viola by Marco Misciagna (Live) - MM09, 2024[36]
- Johann Sebastian Bach: Toccata und  Fuge BWV 565, Arranged for Viola by Marco Misciagna (Live) - MM10, 2024[37]
- Marco Anzoletti: Four Etudes for Viola Solo - Etudes No. 2 & 5 (1919) / Etudes No. 2 & 11 Op.125 (1929) - Marco Misciagna, viola - MM11, 2024[38]
- Antonio Bartolomeo Bruni: 25 Etudes for Viola (World Premiere Recording) - Marco Misciagna, viola - MM12, 2024[39]

## Originalkompositionen und Arrangements
Originalkompositionen
- Zwei Flamenco-Capricen für Solo Bratsche – El vito / Malagueña (auch eine Version für unbegleitete Violine)
- Introduktion und Variationen zum Thema Mer Hajrenik (Armenische Nationalhymne) für Solo Bratsche
- Morricone Film Suite für Solo-Bratsche (Suite in 8 Sätzen, Hommage an Ennio Morricone)[40]
- Viola Blues für Solo Bratsche[41]
- 6 Jazz-Viola-Präludien für Solo Bratsche (1-Ragtime, 2-Cafè Concerto, 3-Ragtime-Boogie, 4-Ballade, 5-J.S.Bach Joke, 6-Jazz-Viola-Präludium)[41]
- Jerusalem Fantasy für Solo Bratsche (homage to A.Vinitsky)[42]
- Samba für Solo Bratsche
- Star Wars Suite für Solo Bratsche (Hommage an John Williams)[43]
- Jazz Capricen für Solo Bratsche[43]
- 3 Stücke, Hommage an Charlie Byrd für Solo Bratsche (1-Swing'59, 2-Blues für Felix, 3-Spanish Viola Blues)[43]
- Fantasie über das irische Volkslied „Die letzte Rose des Sommers“ : für Violine und Klavier / Romolo Pio Misciagna ; (Überarbeitung und Violinkadenz von Marco Misciagna)[44]

Arrangements:
- Isaac Albéniz: Asturias (from: Suite española No. 1, for piano, op. 47) / Rumores de la caleta (from: Recuerdos de viaje, for piano, op. 71)[45]
- Francisco Tárrega: Tango / Recuerdos de la Alhambra / Capricho árabe (for guitar)[45]
- Fernando Sor: Andante (from: 24 leçons progressives, for guitar, op. 31)[45]
- Manuel De Falla: Danza del molinero aus El sombrero de tres picos[46]
- Julio Salvador Sagreras: El colibrí - Imitación al vuelo del picaflor[46]
- Jacques Bittner: Suite for Viola[47]
- Carl Philipp Emmanuel Bach: Pedal Excercition, for Viola[47]
- Carl Philipp Emmanuel Bach: Sonata in a minor, for Viola[47]
- Agustín Barrios: La Catedral / Julia Florida for viola (from guitar)[48]
- Agustín Barrios: La Catedral / Julia Florida for cello (from guitar)[49]

## Auszeichnungen
- 2016 Silberne Jubiläums-Verdienstmedaille des Religiöser und Militärischer Konstantinischer St.-Georgs-Orden[50]

- 2017 - Award “Arte, Sport e territorio” – Excellence from Puglia.
- 2018 Silberne Verdienstmedaille zum 300. Jahrestag der von Papst Clemens XI. verkündeten „Bolla Militantis Ecclesiae“ des Religiöser und Militärischer Konstantinischer St.-Georgs-Orden[50]
- 2018 Goldmedaille – Gedenken an den 150. Jahrestag der Opernhaus in Kiew, Ukraine[51]
- 2018 Ehrenbürgerschaft der Stadt Ayvalık, Türkei[52]
- 2018 Goldmedaille zur Feier des 150. Jahrestages des Taras-Schewtschenko-Opernhauses in Kiew, Ukraine.[53]
- 2019 - International Award „Fontane di Roma“ (37th edition)[54]
- 2019 - Elmo Prize „Stories of Ordinary Culture“[55]
- 2019 - International Prize - Gold Medal „Maison des Artistes“ (Sapienza University of Rome);[56]
- 2019 - Constantinus Magnus International Award (Constantinian Nemagnic Order of St.Stephen);[57]
- 2019 - “Vigna d’Argento” Award (Palazzo Montecitorio, Chamber of Deputies, Rome);[58]
- 2019 - International Award „Duchess Lucrezia Borgia“[59]
- 2019 - City of Naples International Award for Art, Culture and Fashion, 9th Edition Academy Oscar.[60]
- 2019 - “Cicero Award” (Fondazione “Marco Tullio Cicerone”)[61]
- 2019 - Vincenzo Crocitti Award  (“VINCE International”, Rome)[62]
- 2019 - Gold Histonium Award[63]
- 2019 - Mona Lisa Award 2019[64]
- 2020 - Ubaldo Lay Award[64]
- 2020 - The „Silver Chimera“ 2020 award[65]
- 2020 Medaille des Ordens des Heiligen Georg der Ukraine[66]
- 2020 Medaille für Zusammenarbeit in der Ukraine[67]
- 2021 - National Award „Silver Eagle“[68]